# Achtsjorring

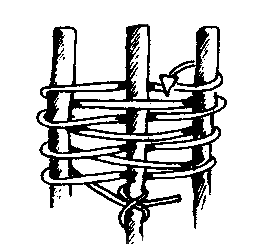
Achtsjorring: vorming van de achten

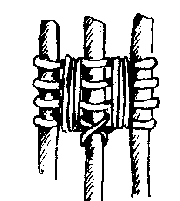
Achtsjorring: woelingen + aantrekken

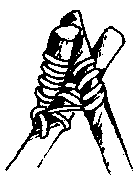
Driepikkel

De achtsjorring is een type sjorring die bij het pionieren wordt gebruikt voor het maken van een twee- of driepikkel. Het kan tevens gebruikt worden voor bijvoorbeeld een vierpikkel, al is bij meer dan drie balken een polypedestrasjorring meer aangewezen. Voor een tweepikkel: zie ook vorksjorring.

## Startpositie
De opstelling van de driepikkel bepaalt de startpositie van de balken bij het sjorren. Wil men een normale driepikkel, waarbij alle palen onder een hoek naar binnen staan, dan wordt ervoor gezorgd dat alle balken op dezelfde hoogte liggen. Wanneer de middelste paal iets meer naar buiten wordt gelegd, zodat ze langer is, dan krijgt men een driepikkel waarbij de lange balk loodrecht op het midden van de omgekeerde V-vorm van de twee andere balken rust. Wanneer net het omgekeerde gebeurt, dan krijg je bij het opstellen 1 paal die loodrecht op de grond staat en een platliggende omgekeerde V-vorm ertegen rustend.
Bovenstaande uitleg geldt uiteraard voor balken met eenzelfde lengte, is dit niet het geval, dan wordt de lengte van onderen gemeten.

## Sjorring
1. Er wordt gestart met een mastworp rond een van de palen, meestal wordt die wel op de middelste paal gelegd.
2. Vervolgens maakt men achten rond de drie palen, zoals aangegeven op de figuur.
3. Tot slot maakt men tussen de palen afzonderlijk een woeling om de achten aan te spannen.
4. De eindmastworp wordt rond een andere paal gelegd dan de startmastworp, dus bij voorkeur rond een van de buitenste palen.

## Versteviging
Het is goed mogelijk dat bij het rechtzetten van een achtsjorring de sjorring wat los komt. Dit wijst niet noodzakelijk op een slechte sjorring, maar is eerder te wijten aan de manier waarop deze sjorring gemaakt en gebruikt wordt. Vaak worden dan ook korte verstevigingsbalken aangebracht met een kruissjorring of diagonaalsjorring tussen de balken van de achtsjorring.